# Бюльбюль бірманський
Бюльбю́ль бірманський (Pycnonotus blanfordi) — вид горобцеподібних птахів родини бюльбюлевих (Pycnonotidae). Мешкає в М'янмі і Таїланді. Таїландський бюльбюль раніше вважався конспецифічним з бірманським бюльбюлем. Вид названий на честь англійського натураліста Вільяма Томаса Бланфорда.

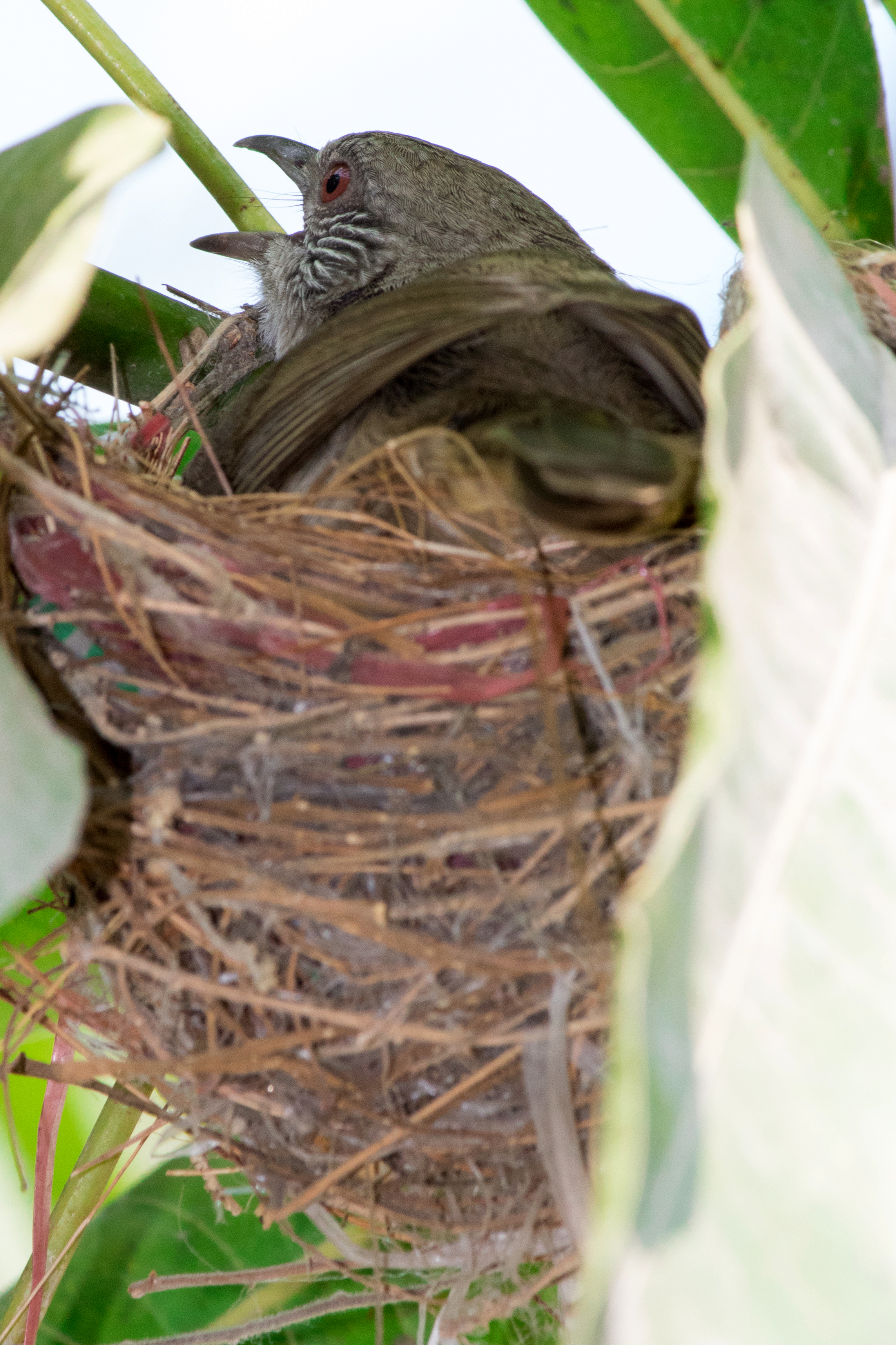
Барманський бюльбюль в гнізді

## Поширення і екологія
Бірманські бюльбюлі живуть у вологих рівнинних тропічних лісах і чагарникових заростях, на плантаціях, в парках і садах.